# Centralni-istočni nigerski Fulfulde jezik
Centralni-istočni nigerski Fulfulde jezik (ISO 639-3: fuq), Jedan od 3 istočni centralnih fula jezika, šira skupina fula, kojim govori oko 450 000 ljudi (1998) kod grada Dogondoutchi u Nigeru, istočno od čadske granice. Nacionalni jezik u Nigeru, član makrojezika fulah [ful].
Uči se u osnovnim školama a na njemu se vode i radio programi. Piše se latinicom. U upotrebi je i Hausa [hau]. Dijalekt: wodaabe. Etnička grupa zove se Fulbe (sing. Pullo), od Engleza su naazivani imenom Fulani a kod Francuza Peul. 

## Vanjske poveznice
- Ethnologue (14th)
- Ethnologue (15th)

Ethnologue (16th)